# Belányi István
Belányi István (Dorog, 1964. december 2. –) labdarúgó, kapus, magyar C válogatott, kapusedző.

## Pályafutása

### Labdarúgóként
A dorogi klub leghűségesebb játékosai közé tartozik, aki 25 éven keresztül labdarúgóként szolgálva a piros-fekete egyesületet, teljes pályafutását szülővárosának szentelte, amelyet 1976-ban kezdte az utánpótlás csapat tagjaként. Edzője és mentora a legendás Ilku István volt.
A felnőtt csapatban legelőször 1983. szeptember 25-én a Szigetszentmiklós elleni idegenbeli bajnoki mérkőzésen mutatkozott be. A csapat akkori vezetőedzője, Gabala Ferenc magabiztos 5-2-es dorogi vezetésnél az első számú kiváló kapus, Pálinkás András helyett csereként küldte a pályára. Ebben az évadban még egyszer, a zárófordulóban szintén csereként jutott szóhoz. Ezt követően megérkezett a katonai behívója és Tatára került a sportszázadhoz. Leszerelését követően visszatért Dorogra, ahol Csepecz János tartalékja lett Palicskó Tibor vezetőedzősége alatt.
Az 1987-1988-as évadban a visszatérő Gabala edzővel a Dorog csoportjának nagy favoritjává vált és egyértelműen az NB II-be való feljutás volt a cél. A korosodó, de még mindig kirobbanó formában védő Csepecz őrizte a kaput, amikor bedobták a mélyvízbe, miután az Oroszlány elleni rangadóra őt jelölték a kezdőcsapatba. Nem csak a két éllovas összecsapását nyerte a Dorog, de érintetlen maradt a kapuja is, miután 2:0 arányban győztek. A dorogiak listavezetőként zárták a szezont, a tavaszi folytatásban pedig megkapta a lehetőséget, hogy hosszú távon is bizonyítson. Gabala edző már az NB II-re készülve döntött úgy, hogy a rutinos kapusa mellett legyen egy megbízható fiatal hálóőr is, akire építheti a jövőt. Belányi a legmesszebb menőkig beváltotta az elképzeléseket. A szezon első hat fordulójában még csak gólt sem kapott és a bajnokság zárásakor is mindössze 8 alkalommal sikerült az ellenfeleknek betalálniuk a kapujába. A kiváló teljesítménye mellett még a bajnoki cím jelentette volna a legteljesebb sikert, azonban a MLSZ furcsa döntése nagyban járult hozzá ahhoz, hogy végül a második helyre szorult a csapat. A másodosztályban szereplő Ganz-Mávag egyesülete a bajnokság kellős közepén visszalépett, a Szövetség pedig az NB III Duna csoportjának 3. helyén álló Bp. Építők SC-vel pótolta, egyben az Építők addig lejátszott eredményeit törölte. Egyedül a Dorog győzött ellenük a vetélytársak közül, ráadásul oda-vissza, így 4 pontot elvettek a Bányásztól.
A magasabb osztályban már egyértelműen a kezdő posztot kapta, ahol továbbra is megbízható maradt a teljesítménye. Sikereihez nagyban hozzá járult kapustársa, Csepecz is, aki szakmailag és emberileg is teljes mellszélességben támogatta őt. Az újonc csapat magabiztosan végzett a középmezőnyben. A bajnokságból számára a BVSC elleni idegenbeli mérkőzés maradt a legemlékezetesebb, ahol a 2. helyen álló hazaiak ellen döntetlent értek el. Az akkori szabályok értelmében döntetlen esetén 11-es rúgásokkal gyarapíthatták pontjaikat a felek. Mindkét oldalon már 9 játékos rúgott, de még mindig nem volt döntés. Belányi két büntetőt is hárított és végül a kapusok néztek farkasszemet egymással. A vasutasok kapusa fölé lőtt, Belányi viszont belőtte a mindent eldöntő 11-est. A további időszakban magabiztosan tartotta az első számú kapus posztot. A bajnokságban masszív középcsapatként szerepeltek, közben két rangos nemzetközi kupát is nyertek, valamint a Magyar Kupában negyeddöntősök lettek és végül veretlenül estek ki. A Vác elleni visszavágón éppen egykori dorogi csapattársa, Füle Antal vette be a kapuját egy ízben. A 2-2-es döntetlennel zárult mérkőzésen az idegenben lőtt több góljával ment tovább a váci csapat.
1991 nyarán Dorogon már az NB. I-be való jutást tűzték ki célul. Csepecz visszavonult, ezért még egy masszív kapust igazoltak, mégpedig a szintén Komárom-Esztergom megyei Simon Lászlót. Viszont a szintén fiatal és kitűnő kapusnak olyan jól sikerült a bemutatkozása, hogy kirobbanthatatlan volt a kapuból. Belányi hosszú időre a cserepadra szorult, viszont mint Magyar C válogatott pályára léphetett az olaszok elleni győztes mérkőzésen, ahol kapott gól nélkül őrizte a magyar kaput. 1993 tavaszán, a negyedik bajnoki meccset követően Simon súlyosan megsérült, így a 2. helyen álló csapat kapujába újra visszakerült. Egészen az utolsó fordulóig védte a dorogi kaput. A csapat tartotta a 2. helyét, a mindent eldöntő záró meccsen viszont Simon vissza került a kezdőcsapatba. A dorogiak kikaptak a Sopron ellen, ezzel helyet cseréltek a tabellán, amely egyben azt is jelentette, hogy elúszott az első osztály, amely azonban nem Simon kapus számlájára írható, hiszen a kapott két gól gyakorlatilag elkerülhetetlen volt. Az első 11-esből esett, a másiknak pedig jelentősége sem volt már, ugyanis a hosszabbítás perceiben, több méteres lesről egyedül vezették rá a labdát.
Ezt követően egy teljes szezont kellett várnia, hogy újra kapuba állhasson. Simont az egyre nagyobb anyagi gondokkal küzdött klub kényszerből eladta a téli szünetben, így a tavaszi folytatásban vált ismét a kezdő keret tagjává, de már egy erősen meggyengült csapatban. 6 fordulóval a vége előtt még a hetedikek voltak, azonban a hátra levő találkozókat mind elvesztették és végül kiestek az NB II-ből. Ezt követően a teljes évadot végig védte az NB III-ban, amikor Simon vissza igazolt Dorogra 1995 nyarán és újból a kispadra kényszerült. Simon ragyogóan védett és a dorogiak nem csak magabiztosan vezették a tabellát, de a teljes harmadosztályú mezőnyből messze a legkevesebb gólt kapták. Azonban a szezon derekán egy fontos idegenbeli rangadó előtti éjszaka Simon és két másik játékostársa megszegték a szigorúan este 10 órára előírt takarodót, ezért mindhármuk játékát felfüggesztette edzőjük. Ezzel Belányi ismét a tűzvonalba került és ezúttal is kiválóan bizonyította, hogy rá bármikor lehet számítani. A hátra lévő 8 fordulóban 7 egymást követő mérkőzésen gólt sem kapott csak a záró meccsen találtak be először és egyben utoljára a kapujába. Még az osztályozó meccsen sem kapott gólt. Az NB. I/B-be jutott csapatban változatlanul biztos pontnak ígérkezett. A Nagykanizsa elleni 4-1-es győzelmet és a Tiszavasvári elleni gólnélküli döntetlent hozó mérkőzéssel indult a bajnokság, ám ez utóbbi mérkőzés másnapja szörnyű tragédiát hozott a számára. 9 éves kisfiát biciklizés közben halálos gázolás érte. Akkori edzője, Honti József érthető okokból nem játszatta, azonban két héttel később kérte edzőjét, hogy had védjen a soron következő bajnokin. A dorogiakra nagyon nehéz 90 perc várt a kiválóan szereplő Salgótarján otthonában, azonban Belányi parádésan védett, még 11-esből sem sikerült betalálni a kapujában, s végül 2-0-s dorogi győzelmet hozott a találkozó.
Néhány hónap múlva újabb törés keserítette az életét, miután új befektető érkezett a klub támogatójaként, amelynek következtében az új szakvezetés teljesen átrendezte a csapatot. A kapus posztra Sandro Tomic-ot igazolták le, így megint a kispadra szorult. Néhány hónappal később viszont a szponzor visszavonta a támogatását és vele együtt több új játékos, köztük Tomic kapus is odébb állt. A tavaszi szezon zömében ismét Belányi állhatott a kapuba. A végén meglehetősen szerencsétlenül kiestek az NB I/B-ből. Az NB II-ben viszont jól szerepelt a csapat és a dobogón végzett, a következő évadban pedig a meglehetősen mostoha anyagi körülmények ellenére is kiharcolta a feljutást az NB I-nek nevezett kiemelt másodosztályba. Ebben az évadban azonban a korosodó Belányi kapus egyre inkább kezdte átadni helyét a szintén saját nevelésű fiatal tehetségnek, Czivisz Tamásnak. Végül a 2000-2001-es NB I/B-s évadot követően visszavonult. Utolsó mérkőzésének egyike a Ferencváros elleni 2-2-es emlékezetes mérkőzés volt 2000 szeptemberében.

### Edzőként
Aktív pályafutását követően néhány évvel szakedzőként tért vissza a klubhoz. Jelenleg a felnőtt csapat kapusedzője. A 2011-2012-es évadban a remekül szereplő dorogi csapat mellett a kapus posztot lehetett a legjobban kiemelni. A dorogiak kapták a legkevesebb gólt az egész mezőnyből. Ősszel 6, míg tavasszal 8 gólt kaptak. Minden bizonnyal sokat tett hozzá ehhez a teljesítményhez a személyes szakmai munkája is. Külön büszkesége, hogy a dorogi klubon belül az év játékosának kapustanítványát, Frank Tamást választották. A jelenlegi szakmai stábban hat egykori játékostársával is együtt dolgozik, mint Miskei Attila vezetőedző, Harmath József edző, Bodó László, Csapó Károly, Haraszti János és Varga János utánpótlás edzők.

## Sikerei, díjai

### Játékosként
- Bajnoki cím (NB III 1997)
- Bajnoki ezüstérmes (NB III 1988)
- Négyszeres bajnoki bronzérmes (NB II - 1992, 1999, NB III - 1986, 1987)
- Jubileum Kupa-győztes (Nemzetközi kupa - 1989)
- Pünkösd Kupa-győztes (Nemzetközi kupa - 1991)
- Egyszeres magyar C válogatott (1993)
- Szuper Kupa-győztes (Nemzetközi teremkupa - 1993)
- Négyszeres Magyar Kupa Megyei Kupa-győztes (1990, 1996, 1997, 1999)
- Háromszoros Fair Play-díjas (1991, 1992, 1993)
- Sikeres osztályozó az NB I/B-be jutásért (1997)
- Kvalifikáció az NB I-be (amatőr első osztály) jutáshoz (1999-2000)

### Edzőként
- Bajnoki ezüstérmes (NB III, 2012)
- Bajnoki cím (NB III, 2013)

## Családja
Jelenleg is Dorogon él. A labdarúgás mellett párhuzamosan magán vállalkozásban autóvillamossági szerelőként dolgozik házi műhelyében. Nős, kisfia 9 évesen autógázolás áldozata lett.